# 頂寮村 (苗栗縣)
頂寮村，位於臺灣苗栗縣三灣鄉，與北埔村、銅鏡村、新竹縣峨眉鄉峨眉村相鄰。村內景點有巴巴坑道，還有位於新竹縣和苗栗縣交界點上的獅頭山元光寺。此外，頂寮村盛產苦茶油及高接梨。